# Antioxidant

Strukturen av antioxidanten glutation.

Antioxidanter eller antioxidationsmedel är kemiska föreningar som motverkar oxidering. Oxidation är en kemisk reaktion som kan producera fria radikaler, som därigenom leder till kedjereaktioner som kan skada organismers celler. Antioxidanter som tioler eller askorbinsyra (C-vitamin) avslutar dessa kedjereaktioner. För att balansera oxidationstalet upprätthåller växter och djur komplexa system av överlappande antioxidanter som glutation och enzymer (t.ex. katalas och superoxiddismutas) som produceras internt, eller fås med kosten som antioxidanterna C-vitamin och E-vitamin.
Begreppet "antioxidant" används mestadels för två helt olika ämnesgrupper: industriella kemikalier som tillsätts till produkter för att förhindra oxidation, och naturligt förekommande kemiska föreningar som finns i mat och vävnad. De förstnämnda, industriella antioxidationsmedel, har olika syften: agera som konserveringsmedel i mat och kosmetika, samt oxidationsinhibitorer i gummi, oljor och bensin.

## Hälsorisker med kosttillskott
Anmärkningsvärt är att antioxidanter i kosttillskott varken har visat sig förbättra hälsan hos människor, eller vara ett effektivt skydd mot sjukdomar, tvärtom kan de förvärra cancer. Kosttillskott av betakaroten, A-vitamin och E-vitamin har ingen positiv effekt i mortalitet eller cancerrisk. Forskning från bland annat Karolinska institutet har visat att kosttillskott med antioxidanter hjälper cancerceller att sprida sig och fungerar som ett "raketbränsle". Effekten gäller befintlig cancersjukdom och är mycket problematisk då ingen med säkerhet vet om de har cancer eller inte, det kan ta flera år innan sjukdomen ger symptom och upptäcks och då kan skadan redan vara skedd. Karolinska institutet och Cancerfonden avråder från kosttillskott såvida det inte finns en kliniskt påvisbar brist på något ämne. Kosttillskott med selen eller E-vitamin reducerar inte risken för hjärt- och kärlsjukdomar.
Riskerna gäller inte antioxidanter från mat.

## Fria syreradikaler
Vi andas ständigt in luft som innehåller cirka 20 % syrgas. Syre är ett livsviktigt ämne men syre kan också orsaka skador på kroppens celler. Biokemiskt betecknas andning respiration och syftar då på de enzymatiska reaktioner där energi utvinns och syre förbrukas i slutsteget. Respirationen sker i små cellorganeller som kallas mitokondrier. I den enzymatiska elektrontransportkedjan (andningskedjan) överförs syrgas (O2) effektivt och kontrollerat till vatten (H2O). När syret omsätts bildas bland annat skadliga partiklar som kallas fria radikaler. För det mesta omvandlas de snabbt till ämnen som är mindre skadliga.
Problemet är att någon procent av syret undgår den enzymatiska kontrollen och i stället bildar syreradikaler. I varje cell uppstår då typiskt mer än en miljon reaktiva radikaler per sekund. Detta är alltså processer som ständigt pågår i varje cell i vår kropp.
Fria syreradikaler är inte bara av ondo utan har också en viktig funktion då de fungerar som vapen för lymfocyter. Tillsammans med enzymer använder vissa vita blodkroppar fria radikaler i kampen mot patogena bakterier. Fria radikaler har också visat sig vara viktiga som signalsubstanser för att få hjärtat att slå med rätt kraft. "Fria radikaler har en viktig funktion eftersom de bidrar till att hjärtat kan pumpa mer blod i stressituationer. Å andra sidan kan långvarig stress leda till hjärtsvikt och där kan kroniskt förhöjda nivåer av fria radikaler vara en del av problemet. Det är som vanligt att lagom är bäst. Under normala förhållanden fungerar fria radikaler som viktiga signaleringssubstanser, men mycket höga nivåer under lång tid kan leda till sjukdom", säger professor Håkan Westerblad, som har lett en studie som publicerades 2011. Höga nivåer av fria radikaler kallas ofta för oxidativ stress.

## Oxidativ stress
Med oxidativ stress menas förhöjda nivåer av skadliga reaktiva syreradikaler i celler och vävnader. En normal cell uppehåller självständigt sin ämnesomsättning – metabolism – och cellen innehåller all den ärftliga information som krävs för att bilda en ny identisk cell. För att fungera är cellen beroende av att membranet fungerar som en effektiv barriär mellan cellen och den yttre miljön. Skadas cellmembranen kan cellen börja läcka, vilket i sin tur kan leda till en rad negativa reaktioner. Kroppens naturliga och avancerade försvarssystem hindrar fria radikaler från att skada cellmembranen och andra molekyler. Denna balans tros skadas av hälsofarliga partiklar i luften och andra hälsofarliga miljöfaktorer.
Speciellt känsliga molekyler är DNA (arvsmassa), proteiner och fleromättade fettsyror. När fria radikaler bildas startar en kedja av reaktioner som kan leda till skadliga effekter, till exempel infektioner, inflammatoriska tillstånd och påbörja bildningen av cancer. Mängden fria radikaler kan även öka när kroppen utsätts för stress, till exempel vid sjukdom och hårt fysiskt arbete. Dessa processer är dock komplexa och omfattande forskning sker på området. När de blir reaktiva och skadar celler, vävnader eller DNA kan mutationer med efterföljande sjukdom uppstå. Oxidativ stress kan minimeras genom att maximera destruktion av dem med antioxidanter.

### Olika typer av radikaler
När man vill inkludera alla föreningar som kan leda till oxidativ stress talar man om reaktiva syreföreningar (reactive oxygen species, ROS).
- Superoxidradikaler - Bildas till största del genom läckage i andningskedjan. Radikalen är hydrofil (vattenlöslig) på grund av att den är negativt laddad. Passerar inte genom cellmembran
- Väteperoxylradikaler - Bildas från superoxidradikaler vid lågt pH. Oladdad och lipofil radikal som lätt tas upp i membraner där den kan orsaka farlig lipidperoxidation.
- Hydroxylradikaler - Bildas från väteperoxid och katalyseras av metaller som järn, koppar och kvicksilver. En mycket destruktiv radikal som reagerar med de flesta organiska molekyler den kommer i närheten av.
- Peroxynitrit - Bildas genom att superoxidradikalen reagerar med kvävemonoxid. Kvävemonoxid finns i blod och gör så att blodkärl håller sig elastiska. Peroxinitrit skadar lipoproteinet LDL och kan därför leda till ateroskleros.
- Singlettsyre - I sitt normaltillstånd är syremolekylen två oparade elektroner vilket man kallar diradikal, den har då låg reaktivitet och kallas triplettsyre. Triplettsyre kan på olika sätt exciteras till singlettsyre. Vissa komplexa färgade organiska ämnen har där störst betydelse. Singlettsyre kan också bildas kemisk väg genom sönderfall av vissa peroxider. Hud blir särskilt känsligt mot skador av singlettsyre eftersom ljus medverkar vid bildning. Därför antas singlettsyre vara en viktig orsak till hudens åldrande. Blod i ytliga kapilärer kan också ge spridningseffekter till övriga organ. Vissa antioxidanter som Karotenoider har visat sig ge skydd mot singlettsyre.

### Lipidperoxidation
Mer komplicerade processer bildas särskilt från lipider i membran som innehåller för radikalbildning känsliga fleromättade fettsyror. Denna process kallas för lipidperoxidation och är starkt kopplat till sjukdomar som ateroskleros, Alzheimers och cancer.
Lipidperoxidation börjar med att en väteatom abstraheras från en fettsyra. En väteatom på kolet mellan dubbelbindningarna i de fleromättade fettsyrorna har låg bindningsenergi och rycks därför lätt bort av den lipofila och membranlösliga väteperoxylradikalen, HOO●, vilket visar dess farlighet. Den bildade radikalen omlagras snabbt till en stabilare radikal som har konjugerade dubbelbindningar i cis- eller trans-form.
Lipidperoxidation är kedjereaktioner där den kolcentrerade radikalen, L●, adderar snabbt syre under bildning av en peroxylradikal, LOO●. Peroxylradikalen kan därefter abstrahera en väteatom från en ny fettsyra med bildning av en peroxid, LOOH, och en ny fettsyraradikal, L●, som i sedan reagerar vidare. På det här sättet kan varje initiering ge upphov till hundratals peroxiderade fettsyror.
Dessa passar inte in i membranets funktionella struktur och försämrar därför dess funktioner. De reagerar också ytterligare till nya radikaler och skapar farligt reaktiva aldehyder vid nedbrytning.
Kedjereaktioner med radikaler avbryts ofta genom att två radikaler reagerar med varandra, vilket i biologiska membraner kan leda till destruktiva tvärbindningar mellan fettsyrakedjor. Ett betydligt bättre alternativ är att kedjereaktionen avbryts genom att radikalerna reagerar med en antioxidant som sedan själv övergår till en lågreaktiv och ofarlig radikal. E vitaminer och andra lipofila fenoler, ArOH, verkar där spela en mycket viktig roll (se nedan).

### Miljö och kost
Faktorer som miljö och kost påverkar radikalbildning och oxidativ stress. Miljöfaktorer kan spela in för att öka risk för sjukdomar. Kända miljöfaktorer som ökar radikalbildning är exempelvis pesticider, cigarettrök, tjära, substanser som koltetraklorid och andra hälsovådliga luftföroreningar. Även strålning från solen, radioaktiv strålning och röntgenstrålar kan bidra till ökad oxidativ stress liksom intensiv träning. 
Några mindre kända faktorer är:
- Järn och koppar som katalyserar bildning av radikaler. Jämför dock järnbrist och kopparbrist.
- Fleromättat fett och kolhydrater med högt GI[15] (via lipidperoxidationens kedjereaktioner bildas destruktiva peroxider. Höga halter av blodglukos skadar lipoproteiner som i sin tur kan orsaka inflammationer med radikalbildning i blodkärl).

## Kroppens eget försvar
Kroppen har ett eget inbyggt försvar mot oxidativ stress. Detta försvar tycks bli mindre effektivt med tiden. Förklaringen till antioxidanternas funktion ligger i deras kemiska struktur vilka generellt har lätt att omfördela elektroner över hela molekylen. Då antioxidanter reagerar med en fri radikal donerar antioxidanten en elektron till radikalen, vilket medför att radikalen "neutraliseras" så att den blir mindre reaktiv. Istället blir antioxidanten mer reaktiv, men på grund av ovannämnda förmåga att omfördela elektroner är dess reaktivitet låg jämfört med radikalen. Antioxidanteffekten tycks både vara koncentrationsberoende och beroende av samverkan mellan en rad olika ämnen (se nedan).

### Kroppsegna antioxidanter
Radikalerna skulle snabbt döda celler utan ett effektivt enzymatiskt försvar som finns mot dem. Både hormoner och enzymer och andra kroppsegna ämnen samverkar för att skydda i cellens mikromiljöer.

### Superoxiddismutas (SOD)
Finns bundet i mitokondriers inre membran på samma plats som andningskedjans enzymer. Mangan är en viktig atom i enzymet. Utanför mitokondrierna finns en annan viktig variant av SOD som är beroende av zink.

### Katalas
Katalas finns i mitokondriernas matrix. Det är ett vattenlösligt enzym som har till uppgift att omvandla två farliga syreradikalbildande väteperoxidmolekyler till en syremolekyl och två vattenmolekyler.

### Glutationperoxidas (GPx)
Finns i mitokondriernas inre membran. Enzymet GPx är beroende av selen varför selen kallas en sekundär antioxidant.

### Glutation
Glutation är en tripeptid som består av aminosyrorna glutaminsyra, cystein och glycin. Glutation har också en avgiftande roll eftersom den står för eliminering av alkylerande ämnen i kroppen.  

### Liponsyra
Alfa-liponsyra är en viktig roll för ett starkt antioxidantförsvar. Liponsyra bildas i både växter och djur. Det betyder att vi människor får ett kompletterande intag via kött och grönsaker eller via olika specifika tillskott av liponsyra. Liponsyran har hög löslighet och är därför både fettlöslig och vattenlöslig.  

### Koenzym Q10
Koenzym Q10 är en fettlöslig antioxidant. Tio syftar på att sidokedjan har tio isoprenenheter med fem kolatomer vardera. Q10 är absolut livsnödvändig för cellens hela energiförsörjning. Q10 stoppar kedjereaktioner med fleromättade fettsyror, det som kallas lipidperoxidation (se ovan). En nackdel med Q10 och andra antioxidanter som överför två elektroner är att de även kan orsaka viss autooxidation.

## Antioxidanter i kosten
Det finns idag tusentals identifierade antioxidanter i livsmedel. De flesta kända växtantioxidanter inaktiveras vid temperaturer mellan 30° C och 100° C. Antioxidanterna i till exempel oliv- och rapsolja elimineras redan vid ca 30° C. Starkare upphettning, till exempel med mikrovågor, eliminerar så gott som alla antioxidanter. Nedan följer ett urval av välkända antioxidanter.
Tillsatta antioxidanter i livsmedel används för att hindra fett från att härskna och frukt- och grönsaksbaserade produkter från att missfärgas. Det medverkar också till att lättförstörbara vitaminer, som vitamin A, D, E och B2 (riboflavin), bevaras bättre i livsmedlet.

### E-nummer
Antioxidationsmedel märks som tillsats med ett E-nummer från E 300 till E 385. Dessa är:
- E 300 Askorbinsyra
- E 301 Natriumaskorbat
- E 302 Kalciumaskorbat
- E 304 Askorbylpalmitat, askorbylstearat
- E 306 Tokoferolrika extrakt
- E 307 Alfa-tokoferol
- E 308 Gamma-tokoferol
- E 309 Delta-tokoferol
- E 310 Propylgallat
- E 311 Oktylgallat
- E 312 Dodecylgallat
- E 315 Isoaskorbinsyra
- E 316 Natriumisoaskorbat
- E 320 Butylhydroxianisol (BHA)
- E 321 Butylhydroxitoluen (BHT)
- E 322 Lecitin
- E 325 Natriumlaktat
- E 326 Kaliumlaktat
- E 327 Kalciumlaktat
- E 330 Citronsyra
- E 331 Natriumcitrater
- E 332 Kaliumcitrater
- E 333 Kalciumcitrater
- E 334 L-Vinsyra
- E 335 Natriumtartrater
- E 336 Kaliumtartrater
- E 337 Natriumkaliumtartrat
- E 338 Fosforsyra
- E 339 Natriumfosfater
- E 340 Kaliumfosfater
- E 341 Kalciumfosfater
- E 343 Magnesiumfosfater
- E 350 Natriummalat, natriumvätemalat
- E 351 Kaliummalat
- E 352 Kalciummalat, kalciumvätemalat
- E 353 Metavinsyra
- E 354 Kalciumtartrat
- E 355 Adipinsyra
- E 356 Natriumadipat
- E 357 Kaliumadipat
- E 363 Bärnstensyra
- E 380 Triammoniumcitrat
- E 385 Kalciumdinatrium-EDTA

### Askorbinsyra (C-vitamin)
Askorbinsyra (vanligtvis kallad C-vitamin) är den mest kända fullt vattenlösliga antioxidanten. C-vitamin får man lättast i sig genom att äta frukt och bär eller dricka juice. Det måste intas regelbundet eftersom det inte lagras i kroppen. C-vitamin sönderdelas lätt genom oxidation varför uppvärmning och omrörning av drycker med C-vitamin bör undvikas. Askorbinsyra samverkar med tokoferoler (E-vitaminer) eftersom det hjälper till att återskapa E-vitaminer i oxidationsprocesser.

### Polyfenoler
Det finns idag tusentals identifierade polyfenoler. Mest uppmärksammade är flavonoiderna, flavonoider har dock visat sig tveksamma som antioxidanter men tros ha en viktig funktion för cellsignalering. Men det finns även mängder av andra grupper av polyfenoler som kan vara av stor betydelse för vår hälsa:
- Fenolsyror
- Flavonoider
  - Antocyaniner
  - Quercetin
  - Katekiner Epigallokatekingallat (EGCG)
- Tanniner
- Isoflavoner och lignaner
- Stillbener

### Karotenoider
Karotenoider är fettlösliga antioxidanter vilket gör dem enklare att göra mätningar och studier på. I naturen finns ett stort antal karotenoider som har till uppgift att hjälpa växter att utnyttja solenergi. Frukt, bär och grönsaker är människans huvudkälla till karotenoider och höga halter finns i röda, gula, oranga frukter och bär men också i gröna bladgrönsaker.
Eftersom blodets innehåll av karotenoider är en bra markör för intag av frukt och grönsaker och att höga halter av karotenoider visat vara viktigt för att undvika och minska risk för sjukdom har vården nu börjat göra mätningar av karotenoider i blodplasma. I kroppen skyddar bland annat lutein och zeaxantin ögats näthinna mot skadligt ljus. Dessa analyser gör exempelvis Universitetssjukhuset i Linköping via Landstinget i Östergötland.
Det finns idag hundratals identifierade karotenoider; nedan finns ett axplock av dem.
- Karotener
  - Alfakaroten
  - ß-karoten (betakaroten)
  - γ-karoten
  - Lykopen

- Xantofyller
  - Astaxantin
  - Zeaxantin
  - Lutein

### Tokoferoler (E-vitaminer)
Tokoferoler har visat sig vara mest betydande för att stoppa lipidperoxidation. Alla åtta E-vitaminerna är fettlösliga och kräver C-vitamin för att agera effektivt i blodfetter mot skadlig oxidation. Växter kan bilda tokoferoler som då finns i varierande halter i växtens fettinnehållande delar. Via växter överförs sedan tokoferolerna till djur. E-vitaminer transporteras via blod från levern ut till vävnader med lipoproteiner av typ LDL. De tas aktivt upp i celler där tokoferoler följer med och skyddar fleromättat fett.
- Alfatokoferol
- β-tokoferol
- γ-tokoferol

γ-tokoferol anses speciellt viktig mot reaktivt peroxynitrit bildat från superoxidradikalen och kvävemonoxid. Därför tror forskarna att just denna tokoferol är särskilt viktig för att skydda LDL och motverka ateroskleros.
- Tokotrienoler

(Utöver dessa finns även fem strukturmässigt liknande ämnen som kallas för tokotrienoler som också tros ha en viktig roll för antioxidantförsvaret).

### Klorofyll
Klorofyll har visat sig kunna minska oxidativ stress. Klorofyll kan binda farliga oxiderande ämnen. Klorofyll är en antioxidant, men tas inte upp av kroppen.

### Sekundära antioxidanter
- Selen

## Kosttillskott och antioxidanter
Antioxidanter samverkar vilket innebär att den sammanlagda effekten blir större än effekten från var och en av dem. Framför allt i antioxidantrika livsmedel som frukt och grönsaker är denna synergieffekt särskilt viktig och framträdande. Detta är en av anledningarna till att det är bättre att äta frukt och grönt än kosttillskott.

### Antioxidantparadoxen
Många forskningsstudier har pekat på att man genom att tillföra kroppen kost som är rik på antioxidanter skapar ett starkt skydd mot oxidativ stress[källa behövs] och sjukdomar som hjärt-kärlsjukdom och cancer.[källa behövs] Tillskott av antioxidanter har däremot gett förhållandevis blygsamma resultat. Man pratar ibland om antioxidantparadoxer, till exempel:
Personer som äter mycket frukt och grönsaker löper lägre risk att drabbas av cancer. De har också höga värden av β-karoten i blodet. β-karoten som tillskott har dock ingen skyddande effekt mot cancer, och flertalet studier har också visat att kosttillskott med enstaka antioxidanter såsom β-karoten kan öka cancerrisken.

## Hälsoeffekter av antioxidanter
Fastän vissa nivåer av de antioxiderande vitaminerna C och E behövs i kosten för god hälsa, så pågår omfattande debatt om huruvida mat eller kosttillskott rikt på antioxidanter har egenskaper som förhindrar sjukdomar. Om de är fördelaktiga så är det okänt vilka antioxidanter i kosten som är hälsofrämjande, och i vilka mängder utöver ett typiskt dagligt näringsintag. Vissa forskare motsätter sig hypotesen att antioxiderande vitaminer skulle kunna förhindra kroniska sjukdomar, medan andra forskare hävdar att sådana hypoteser är obevisade och vilseledande.

## Nivåer i mat

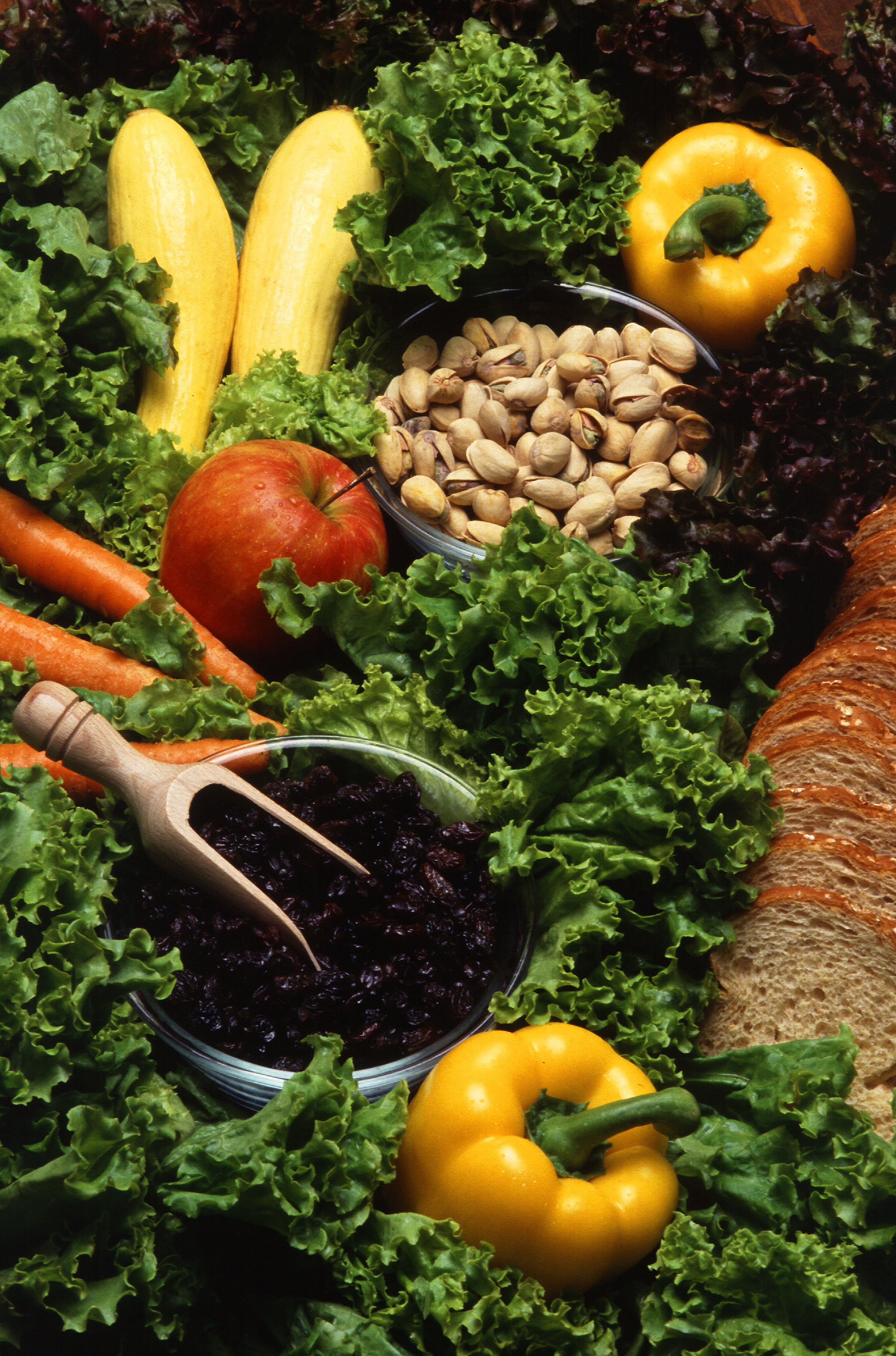
Frukt och grönsaker är bra källor till antioxidanterna C-vitamin och E-vitamin

Antioxiderande vitaminer finns i grönsaker, frukt, ägg, legymer och nötter. Vitaminerna A, C och E kan förstöras av långtidslagring eller för lång tillagning. Effekterna av tillagning och livsmedelsbearbetning är komplexa, då dessa processer också kan öka biotillgängligheten av antioxidanter, så som karotenoider i grönsaker. Livsmedelsbearbetad mat innehåller färre antioxiderande vitaminer än färsk och icke-tillagad mat, då tillagningen exponerar mat för värme och syre.
| Antioxiderande vitaminer                  | Mat innehållande höga nivåer av antioxiderande vitaminer |
| ----------------------------------------- | -------------------------------------------------------- |
| C-vitamin (askorbinsyra)                  | Färska eller frysta frukter och grönsaker                |
| E-vitamin (tokoferol, tokotrienol)        | Vegetabiliska oljor, nötter, och frön                    |
| Karotenoider (karotener som provitamin A) | Frukt, grönsaker och ägg                                 |

Andra antioxidanter fås inte ifrån kosten, utan produceras i stället inuti kroppen. Exempelvis ubikvinon (koenzym Q10) absorberas dåligt inifrån magen, och produceras genom mevalonatvägen. Ett annat exempel är glutation som produceras ifrån aminosyror. Då glutation bryts ned i magen till cystein, glycin och glutaminsyra innan det absorberas så har även stora muntliga intag liten effekt på koncentrationen av glutation i kroppen. Fastän stora mängder av svavel-innehållande aminosyror som acetylcystein kan öka mängden glutation så finns inga evidens för att ätandet av höga nivåer av dessa förstadium till glutation skulle vara hälsofrämjande för friska vuxna.

### Mätning och avståndstagande från ORAC
Mätningar av antioxidanter i mat är en komplex process, då antioxidanter kollektivt är en mångformig grupp av kemiska föreningar med olika reaktionsgrader till olika reaktiva syreföreningar. Inom matvetenskap var oxygen radical absorbance capacity (ORAC) tidigare en industristandard för att estimera antioxidationskapacitet av hälsokost, juice och tillsatsämnen, huvudsakligen ifrån förekomsten av polyfenoler. Tidigare mätningar och bedömningar av USA:s jordbruksdepartement drogs dock tillbaka år 2012 som irrelevant för människors hälsa, med hänvisning till avsaknaden av fysiologisk evidens för polyfenolers antioxiderande egenskaper in vivo. Därmed ses ORAC-metoden, som byggdes enbart på in vitro experiment, inte längre som relevant för människors kost eller biologi.
Alternativa mätningar in vitro av antioxiderande innehåll i mat – som också baseras på förekomsten av polyfenoler – är Folin-Ciocalteu reagent (FCR), och Trolox equivalent antioxidant capacity (TEAC) analysen.